# Guzmania laeta
Guzmania laeta är en gräsväxtart som beskrevs av Hans Edmund Luther. Guzmania laeta ingår i släktet Guzmania och familjen Bromeliaceae. Inga underarter finns listade i Catalogue of Life.